# انخ-آمارین داواناسان
انخ-آمارین داواناسان (به مغولی: Энхсайханы Дэлгэрмаа،  زادهٔ ۶ آوریل ۱۹۹۸) یک کشتی‌گیر آزادکار اهل کشور مغولستان است. وی سابقه حضور در المپیک ۲۰۲۴ پاریس را دارد.  
از افتخارات وی می‌توان به کسب مدال نقره مسابقات قهرمانی کشتی جهان ۲۰۲۳ اشاره کرد.